# Camaloo Corner
Camaloo Corner (andere seltene Schreibweise: Camalou Corner und Kamaloo, auch spöttisch als Stink Corner bezeichnet) ist eine Straßenkreuzung in der Stadt Serekunda im westafrikanischen Staat Gambia.
An diesem Verkehrsknotenpunkt gabelt sich vom Banjul-Serekunda Highway, die Old Cape Road nach Bakau in nordwestlicher Richtung ab und 700 Meter weiter im Verlauf des Banjul-Serekunda Highways die Sait Matty Road nach Westen. Der Banjul-Serekunda Highway kommt aus dem Osten aus der Richtung Banjul und schwenkt hier am Camaloo Corner in südwestlicher Richtung über Kanifing in Richtung zum Zentrum von Serekunda ab. Der Verkehrsknotenpunkt liegt im Mangrovenwald Tanbi Wetland Complex, die Straßen verlaufen auf Dämmen.

## Geschichte
Benannt ist der Verkehrsknotenpunkt nach dem ehemaligen Ort Camaloo. Eine frühe Kamaloo- und Cape-Bridge wurde 1852 und 1854 errichtet, um 1900 wurden sie erneuert. Die 1854 erbaute Stahlbrücke Cape Creek Bridge ist die älteste Brücke in der Kolonie. Die Old Cape Road wurde 1852 eröffnet.